# Ларанжейрас-ду-Сул
Ларанжейрас-ду-Сул (порт. Laranjeiras do Sul)  —  муниципалитет в Бразилии, входит в штат Парана. Составная часть мезорегиона Юго-центральная часть штата Парана. Входит в экономико-статистический  микрорегион Гуарапуава. Население составляет 30 335 человек на 2006 год. Занимает площадь 671,121 км². Плотность населения — 45,2 чел./км².

## История
Город основан 30 ноября 1946 года.

## Статистика
- Валовой внутренний продукт на 2003 год составляет 171 901 650,00 реалов (данные: Бразильский институт географии и статистики).
- Валовой внутренний продукт на душу населения на 2003 год составляет 5693,43 реалов (данные: Бразильский институт географии и статистики).
- Индекс развития человеческого потенциала на 2000 год составляет 0,353 (данные: Программа развития ООН).